# Mezőhegyes
Mezőhegyes là một thành phố thuộc hạt Békés, Hungary. Thành phố này có diện tích 155,44 km², dân số năm 2010 là 5299 người, mật độ 34 người/km².